# ستوارت كونكويست
ستوارت كونكويست Stuart Conquest (ولد في 1 مارس 1967 في إيلفورد في إنجلترا) لاعب شطرنج إنجليزي يحمل لقب أستاذ كبير GM.

## إنجازات
- فاز ببطولة العالم تحت 16 سنة في عام 1981.
- فاز ببطولة بريطانيا للشطرنج السريع عام 1997.

## تصنيف إيلو
- بلغ في تصنيف إيلو 2601 نقطة في أكتوبر 2001 وفق تصنيفات الاتحاد الدولي للشطرنج.

## ألقاب
- حصل على لقب أستاذ دولي عام 1985.
- لقب على لقب أستاذ كبير عام 1991.

## روابط خارجية
- ستوارت كونكويست على موقع الاتحاد الدولي للشطرنج (الإنجليزية)
- ستوارت كونكويست على موقع مباريات الشطرنج (الإنجليزية)
- ستوارت كونكويست على موقع 365Chess.com (الإنجليزية)
- ستوارت كونكويست على موقع Chesstempo.com (الإنجليزية)
- ستوارت كونكويست سجل أولمبياد الشطرنج على موقع OlimpBase.org (الإنجليزية)